# 86 км (пост)
Пост 86 км — колійний пост Конотопської дирекції залізничних перевезень Південно-Західної залізниці. Код поста в ЄМР 326766. Код Експрес 2200459.
Розташований на лінії Бахмач-Гомельський — Хоробичі між станціями Низківка (8,5 км) та Сновськ (10 км). Відстань до Хоробичів — 49 км, до Бахмача-Гомельського — 86 км.
Вантажні та пасажирські операції не здійснюються. Вказаний у розкладах, однак на посту приміські потяги не зупиняються, натомість зупиняються на розташованому поряд з. п. Радвине.